# Uvala
Uvala (en serbe cyrillique : Увала) est un village de Bosnie-Herzégovine. Il est situé dans la municipalité d'Istočni Drvar et dans la république serbe de Bosnie. Selon les premiers résultats du recensement bosnien de 2013, il ne compte plus aucun habitant.

## Histoire
Avant la guerre de Bosnie-Herzégovine, Uvala faisait partie de la municipalité de Drvar, fédération de Bosnie-et-Herzégovine ; à la suite des accords de Dayton, le village a été rattaché à la municipalité d'Istočni Drvar, nouvellement créée et intégrée à la république serbe de Bosnie.

## Démographie

### Évolution historique de la population dans la localité
| 1948 | 1953 | 1961 | 1971 | 1981 | 1991 | 2013 |
| ---- | ---- | ---- | ---- | ---- | ---- | ---- |
| 131  | 166  | 169  | 105  | 74   | 33,  | 0    |

|  |

### Répartition de la population par nationalités (1991)
En 1991, les 33 habitants du village étaient tous serbes.